# Leszczany-Kolonia
Leszczany-Kolonia – część wsi Leszczany w Polsce położona w województwie lubelskim, w powiecie chełmskim, w gminie Żmudź. Do końca 2017 roku samodzielna kolonia.
W latach 1975–1998 miejscowość należała administracyjnie do województwa chełmskiego.